# Yalung Ri
Der Yalung Ri ist ein Berg im Himalaya in der Gebirgsgruppe Rolwaling Himal.
Es ist ein technisch einfacher Gletscherberg (Gletscherbegehung, keine Kletterstellen), der oft als Trainingsgipfel in Verbindung mit dem Rolwaling-Trek bestiegen wird. Auf 4.800 m steht eine unbewirtschaftete Hütte, das Basecamp.
Mitte der Gipfel des Yalung Ri, darunter das Basecamp